# Mairia
Mairia là một chi thực vật có hoa trong họ Cúc (Asteraceae).

## Loài
Chi Mairia gồm các loài: